# Чудовище от Дийн
Чудовището от Дийн или както още е известно "moose-pig" е криптид, за който се предполага, че живее в гората Дийн във Великобритания.